# 34791 Ericcraine
34791 Ericcraine è un asteroide della fascia principale. Scoperto nel 2001, presenta un'orbita caratterizzata da un semiasse maggiore pari a 2,5768104 UA e da un'eccentricità di 0,1114408, inclinata di 3,08375° rispetto all'eclittica.